# Distretto di Lingcheng
Il distretto di Lingcheng (陵城区S, Língchéng QūP) è un distretto della Cina, situato nella provincia dello Shandong e amministrato dalla prefettura di Dezhou.